# Elegant Gypsy
Elegant Gypsy è un album del chitarrista statunitense di origine italiana Al Di Meola, pubblicato dalla Columbia nel 1977.
È il secondo album solista del chitarrista dopo Land of the Midnight Sun, il primo realizzato dopo aver abbandonato i Return to Forever di Chick Corea.
Seppur l'abbandono dai Return To Forever avesse causato all'artista dei dubbi sulla modalità di approccio ad una musica interamente sua, il lavoro che ne scaturì fu talmente valido che la nota rivista statunitense Guitar Player gli tributò il premio quale miglior album chitarristico dell'anno.
Oltre alle chitarre di Al Di Meola, nell'album si può ascoltare il contributo musicale di un cast di musicisti jazz-fusion quali Steve Gadd, Paco de Lucía, Jan Hammer, Lenny White, Anthony Jackson, Barry Miles e Mingo Lewis

## Tracce
1. Flight Over Rio – 7:13 (musica: M. Lewis)
2. Midnight Tango – 7:26 (musica: A. Di Meola)
3. Mediterranean Sundance – 5:10 (musica: A. Di Meola)
4. Race With Devil on Spanish Highway – 6:16 (musica: A. Di Meola)
5. Lady of Rome, Sister of Brazil – 1:45 (musica: A. Di Meola)
6. Elegant Gypsy Suite – 9:15 (musica: A. Di Meola)

## Ricezione critica
L’album è stato accolto in maniera ampiamente positiva della critica specializzata che ha elogiato sia le composizioni di Al di Meola, sia il suo virtuosismo.
L’album è stato anche molto apprezzato dai fan, tant’è che è stato certificato disco d’oro negli Stati Uniti e ha raggiunto la posizione numero 58 nella Billboard hot 200.

| Recensione | Giudizio |
| ---------- | -------- |
| AllMusic   |          |

## Formazione
- Al Di Meola - chitarra elettrica, chitarra acustica, pianoforte, sintetizzatori, percussioni
- Steve Gadd - batteria (nelle tracce 1 e 6)
- Lenny White - batteria (nelle tracce 2 e 4)
- Paco de Lucía - chitarra acustica (nella traccia 3)
- Anthony Jackson - basso (nelle tracce 1,2,4 e 6)
- Jan Hammer - tastiere, sintetizzatori (nelle tracce 1 e 6)
- Barry Miles - pianoforte, tastiere, sintetizzatori (nelle tracce 2 e 4)
- Mingo Lewis - congas, percussioni, sintetizzatori, organo (nelle tracce 1,2,4 e 6)